# Adeonellopsis meandrina
Adeonellopsis meandrina is een mosdiertjessoort uit de familie van de Adeonidae. De wetenschappelijke naam van de soort is, als Adeonella meandrina, voor het eerst geldig gepubliceerd in 1944 door O'Donoghue & de Watteville.